# Нефусы
Нефусы (лат. Nephus; от др.-греч. νέφος «облако», из-за пятен) — род божьих коровок из подсемейства Scymninae.

## Описание
Бедренные линии неполные, их наружный участок не выражен. Переднегрудь без килей.

## Систематика
В составе рода:
- вид: Nephus bipunctatus (Kugelann, 1794)
- вид: Nephus ornatus (LeConte)
- вид: Nephus quadrimaculatus (Herbst, 1783)
- вид: Nephus redtenbacheri Mulsant, 1846